# الكاتدرائية المسكوبية

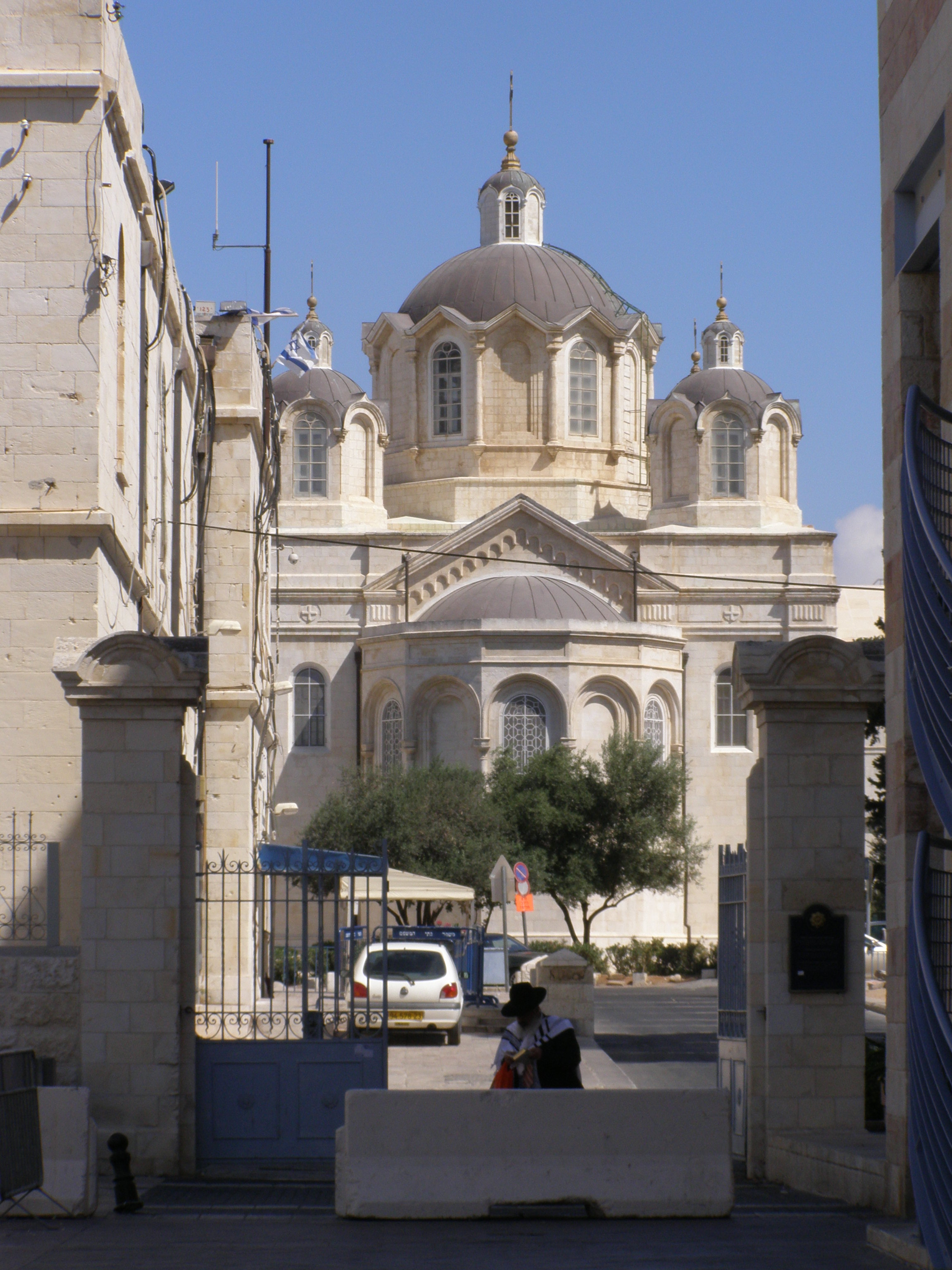
مدخل الكاتدرائية ضمن المجمع الروسي.

كاتدرائية الثالوث الأقدس في القدس تُعرف أيضًا باسم الكاتدرائية المسكوبية (بالروسية: собор Русское подворье) كنيسة أرثوذكسية روسية يعود بناؤها إلى نهاية الحقبة العثمانية في فلسطين. تقع في وسط مدينة القدس، ضمن المجمع الروسي أو ما يُعرف بالمسكوبية.
تُشكل الكاتدرائية جزءًا كبيرا من المجمّع. وقد تأسست على يد مبشرين روس قدموا المدينة خلال القرن التاسع عشر، وشيدوها على أرض كانت تُشكل مضمارًا للفروسية، بعد أن حصلوا على إذن من الحكومة العثمانية. انتهى العمل على هذه الكاتدرائية في سنة 1863، لكنها لم تُكرّس رسميًا حتى سنة 1872.
رُممت خلال الفترة الممتدة من عام 1895 حتى عام 1897، وعانت أضرار كبيرة جرّاء حرب سنة 1948، وهي تحت الولاية القضائية للبطريركية المسكوفيّة منذ عام 1948.
وقد كانت الأرض التي تم البناء عليها هبة من السلطان العثماني، إلى القيصر الروسي، بعد توقيع اتفاق السلام بينهما في باريس عام 1856 اثر حرب القرم. وبلغت تكاليف بناء المسكوبية مليون جنيه إسترليني.

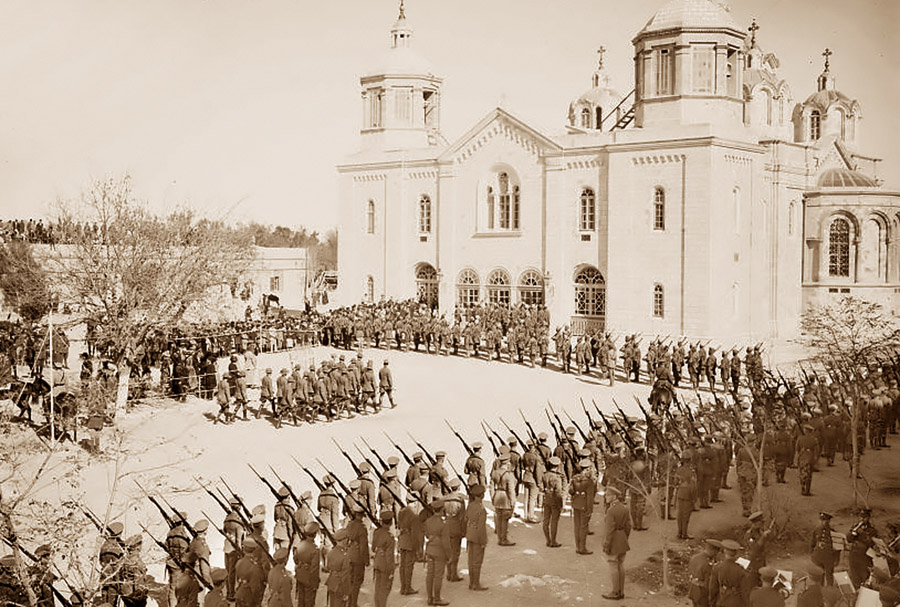
دخول الجيش البريطاني للمسكوبية عام 1917.

وبعد سقوط القدس بيد الجيش البريطاني عام 1917، أصبح المجمع بأكمله مركزا للإدارة الحكومية التابعة للإنتداب البريطاني. وقد حولت الشرطة البريطانية نزل الرجال فيه الذي يتسع لحوالي 300 شخص إلى مقر لها ولاستخباراتها وإلى مركز للتوقيف. وتعرض المبنى إلى تفجيريين من قبل المنظمات اليهودية عام 1944 وعام 1945 وقد أبقت إسرائيل مقر الشرطة ومركز التوقيف كما هو حتى يومنا هذا.
أما النزل الخاص بالنساء الذي يتسع للعدد نفسه من الحجاج، فقد حولته الشرطة البريطانية إلى سجن القدس المركزي، قبل ان تقوم وزارة الدفاع الإسرائيلية بتحويله إلى متحف لتخليد ذكرى ما تسميهم أعضاء التنظيمات اليهودية التي قامت بتفجيرات ضد أهداف بريطانية وكانت بريطانيا تعتبرهم إرهابيين.

## وصلات خارجية
- تصوير فائق الدقة للكاتدرائية من الداخل.